# Gerolzhofen
Gerolzhofen là một thị xã ở district of Schweinfurt, Bayern, Đức.

## Twin Towns

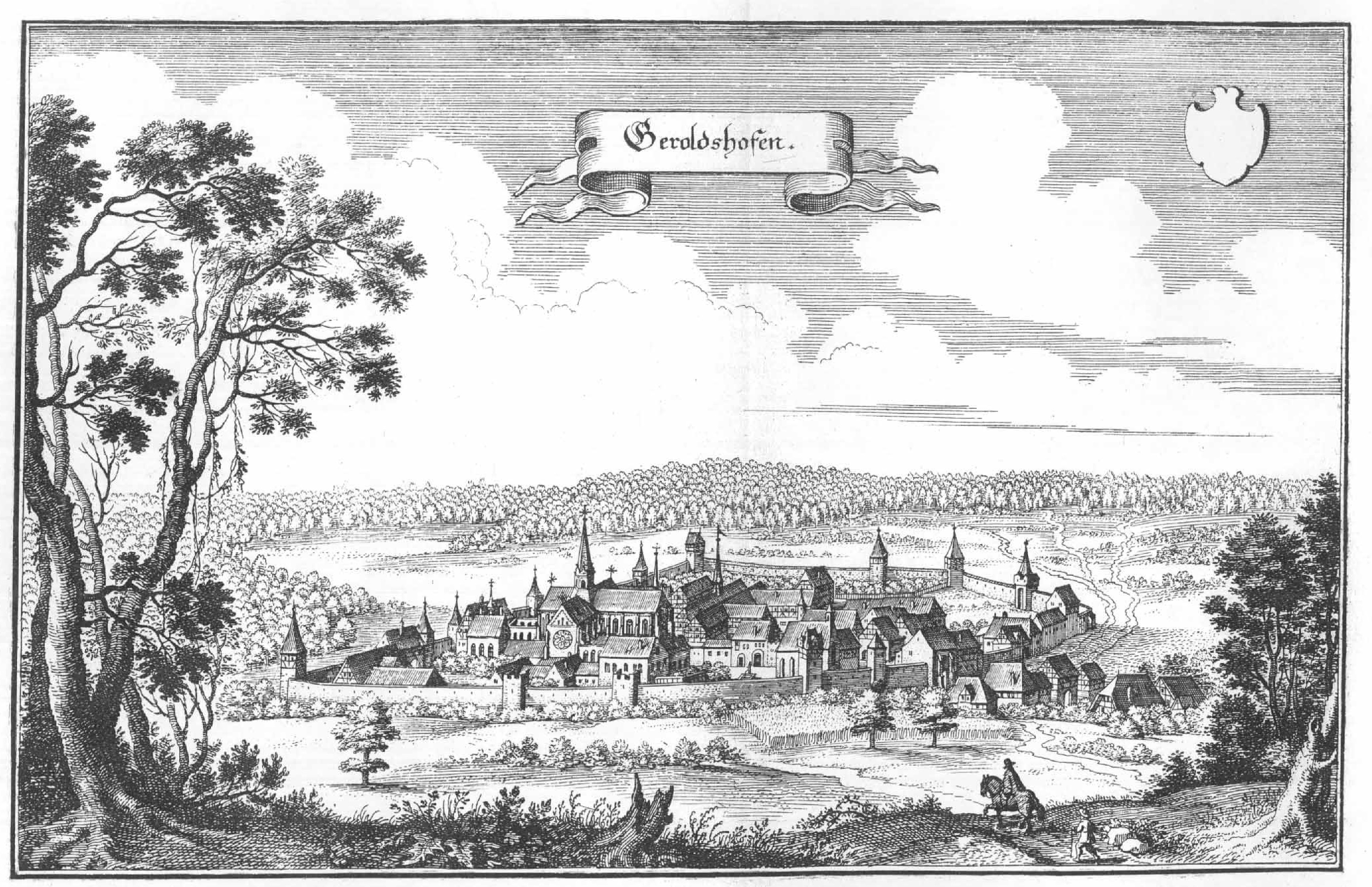

- Mamers (Pháp, Sarthe)
- Sè (Bénin)
- Elek (Hungary)
- Rodewisch (Vogtland)
- Scarlino (Ý, Tuscany)